# 18163 Jennalewis
18163 Jennalewis è un asteroide della fascia principale. Scoperto nel 2000, presenta un'orbita caratterizzata da un semiasse maggiore pari a 2,3791854 UA e da un'eccentricità di 0,1420186, inclinata di 5,24490° rispetto all'eclittica.